# CD-ROM XA
CD-ROM XA (CD-ROM Extended Architecture) és una conjunció del format CD-ROM i el CD-i, dissenyat per millorar les capacitats d'àudio i vídeo; pot ser utilitzat també per emmagatzemar només dades.